# 幌糠駅
幌糠駅（ほろぬかえき）は、北海道（留萌振興局）留萌市幌糠町にあった北海道旅客鉄道（JR北海道）留萌本線の駅（廃駅）である。電報略号はホヌ。事務管理コードは▲121506であった。
廃止時点では上りと下り始発の普通列車は通過していた。

## 歴史

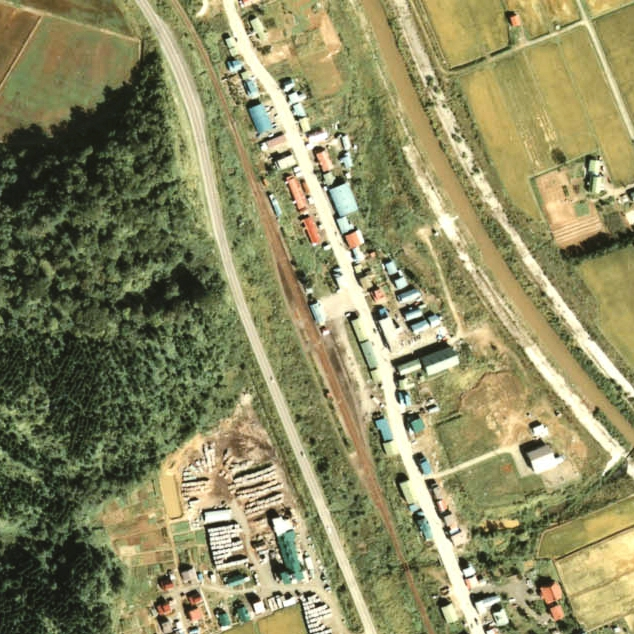
1977年の幌糠駅と周囲約500メートル範囲。上が留萌方面。駅裏深川側に見える木工場は、新道が通ったため駅と切り離されているが、元々当駅に隣接した大きな貯木場の一部だった。

戦前までは付近の御料林伐採材の主要な搬出駅であり、冬期間に伐採した木材を隣接土場に貯木し、それを夏期に駅より列車で搬出していた。

### 年表
- 1910年（明治43年）11月23日：鉄道院留萠線深川駅 - 留萠駅間開通に伴い開業[3][4]。一般駅[1]。
- 1931年（昭和6年）10月10日：線路名を留萠本線に改称、それに伴い同線の駅となる[4]。
- 1949年（昭和24年）6月1日：公共企業体である日本国有鉄道に移管。
- 1977年（昭和52年）5月25日：貨物取扱い廃止[1]。
- 1984年（昭和59年）2月1日：荷物取扱い廃止[1]。同時に出札・改札業務を停止して無人化[5][6]。但し閉塞扱いの運転要員は継続配置[5]。
- 1986年（昭和61年）11月1日：閉塞合理化に伴い交換設備廃止。運転無人化[7]。
- 1980年代後半 - 駅舎改築、貨車駅舎となる。
- 1987年（昭和62年）4月1日：国鉄分割民営化によりJR北海道に継承[1]。
- 1997年（平成9年）4月1日：線路名を留萌本線に改称、それに伴い同線の駅となる[4]。
- 2023年（令和5年）4月1日：石狩沼田駅 - 留萌駅間の廃止に伴い廃駅[8][JR北 1]。

### 駅名の由来
所在地名より。駅付近を流れる留萌川北支流中幌糠川を指すアイヌ語の「ポロヌㇷ゚カペッ（poro-nupka-pet）」（大きい〔親なる〕・野の・川）に由来する。
この名称は、中幌糠川より下流にある林川の原名「ポンヌㇷ゚カペッ（pon-nupka-pet）」（小さい・野の・川）と対になっている。

## 駅構造
廃止時点では単式ホーム1面1線を有する地上駅であった。ホームは線路の東側（留萌方面に向かって右手側、旧1番線）に存在する。転轍機を持たない棒線駅となっている。かつては相対式ホーム2面2線を有する列車交換可能な交換駅であった。（臨時列車との交換の為、上り急行「はぼろ」が乗降扱いの臨時停車をしたこともある）互いのホームは駅舎側ホーム中央部分と対向側ホーム北側を結んだ構内踏切で連絡した。駅舎側（東側）が上りの1番線、対向側ホームが下りの2番線となっていた。そのほか1番線の深川方から分岐し駅舎南側のホーム切欠き部分の貨物ホームへの貨物側線を1線有していた。交換設備運用廃止後は1993年（平成5年）3月までに線路は撤去されたが、ホーム前後の線路は転轍機の名残で湾曲している。
廃止時点では無人駅となっていた。駅舎は構内の東側に位置しホーム中央部分に接している。有人駅時代からの木造板張りの駅舎は改築され、ヨ3500形車掌車を改造した貨車駅舎となっている。宗谷本線の貨車駅舎と全く同一の外観となっている。トイレは無い。

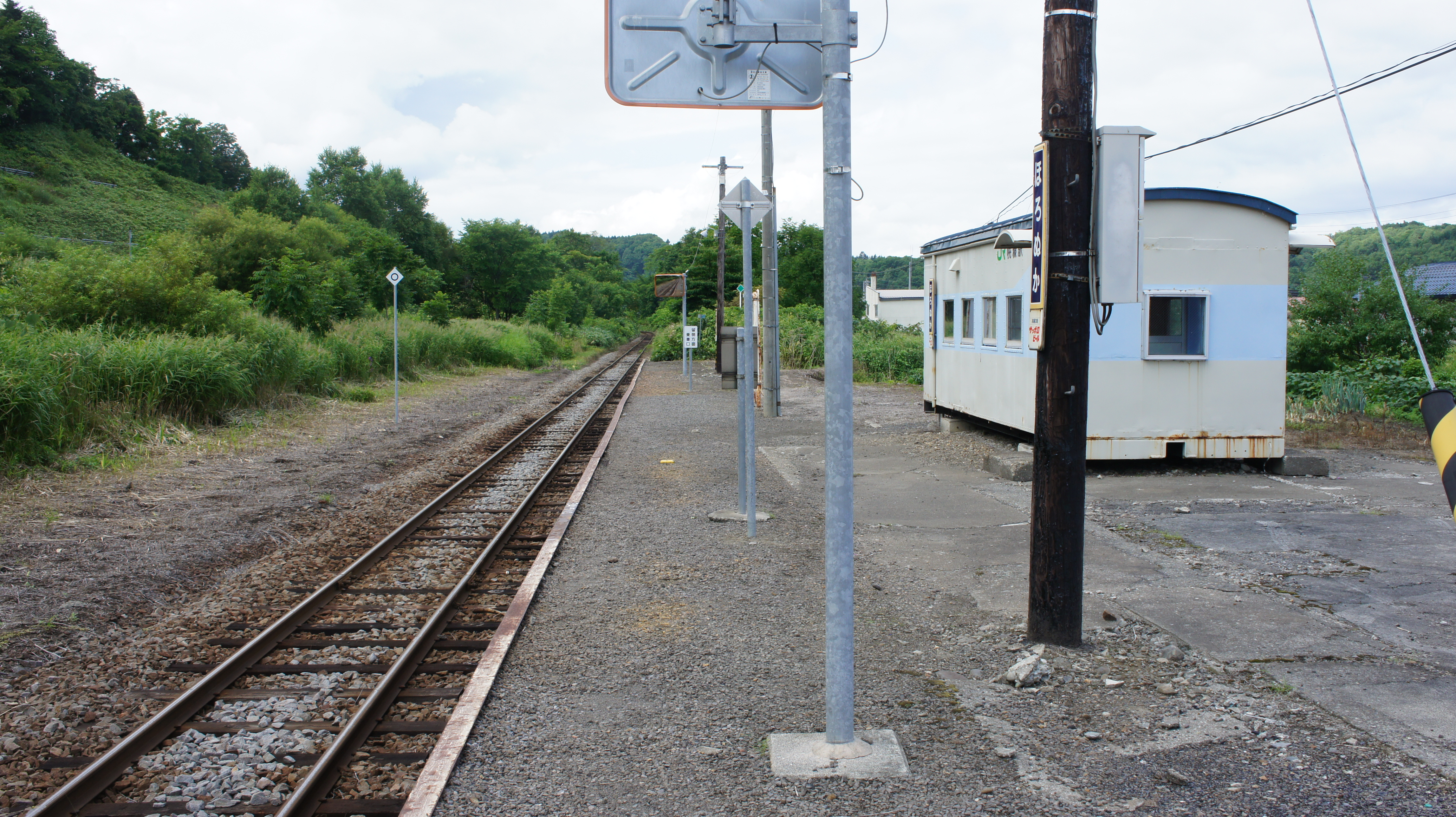
ホーム（2017年8月）
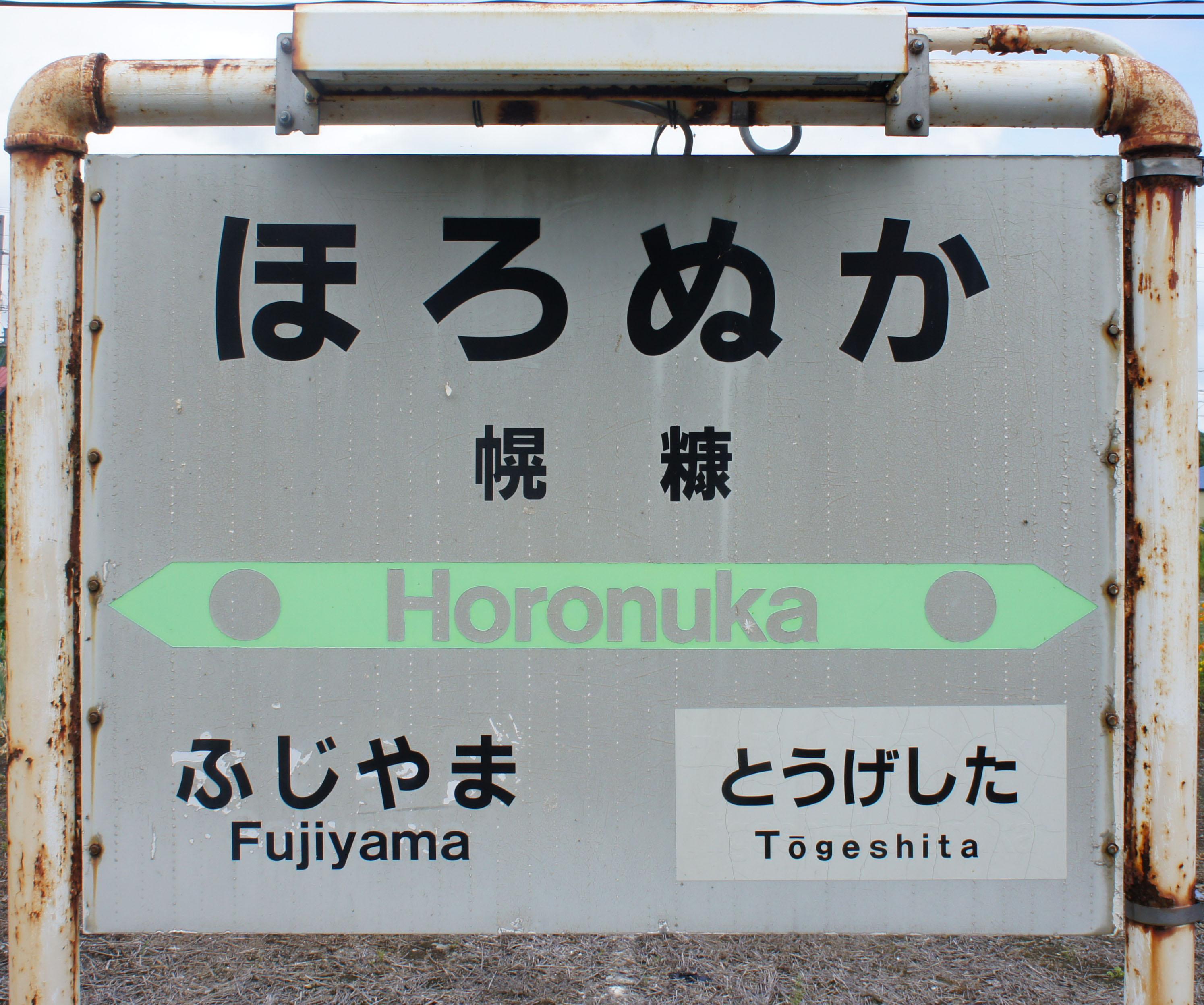
駅名標（2017年8月）

## 利用状況
乗車人員の推移は以下のとおりであった。年間の値のみ判明している年については、当該年度の日数で除した値を括弧書きで1日平均欄に示す。乗降人員のみが判明している場合は、1/2した値を括弧書きで記した。また、「JR調査」については、当該の年度を最終年とする過去5年間の各調査日における平均である。
| 年度               | 乗車人員 | 乗車人員 | 乗車人員    | 出典       | 備考                            |
| 年度               | 年間     | 1日平均  | JR調査      | 出典       | 備考                            |
| ------------------ | -------- | -------- | ----------- | ---------- | ------------------------------- |
| 1981年（昭和56年） |          | (42.5)   |             | [ 12 ]     | 1日乗降：84人                   |
| 1992年（平成04年） |          | (12.0)   |             | [ 11 ]     | 1日乗降：24人                   |
| 2015年（平成27年） |          |          | 「1名以下」 | [ 15 ]     |                                 |
| 2016年（平成28年） |          |          | 0.4         | [ JR北 2 ] | 同年度中に留萌駅 - 増毛駅間廃止 |
| 2017年（平成29年） |          |          | 0.8         | [ JR北 3 ] |                                 |
| 2018年（平成30年） |          |          | 1.0         | [ JR北 4 ] |                                 |
| 2019年（令和元年） |          |          | 1.0         | [ JR北 5 ] |                                 |
| 2020年（令和02年） |          |          | 1.2         | [ JR北 6 ] |                                 |
| 2021年（令和03年） |          |          | 0.8         | [ JR北 7 ] |                                 |
| 2022年（令和04年） |          |          | 1.0         | [ JR北 8 ] | 同年度末で営業終了              |

## 駅周辺
当地は留萌市内陸部の中心地で、同市の農業の中心地でもある。駅前を通る道路は付け替え前の旧国道である。
- 国道233号（留萌国道） - 駅裏にパーキングエリアがある[11]。
- 北海道道550号幌糠小平停車場線
- 深川留萌自動車道留萌幌糠インターチェンジ
- 留萌市役所幌糠市民センター
- 留萌警察署幌糠駐在所
- 幌糠郵便局
- るもい農業協同組合幌糠支所
- 旧幌糠中学校（2007年3月閉校） - スキー部は全国制覇の経験有り。
- 幌糠小学校
- 留萌川
- 沿岸バス・道北バス、北海道中央バス（高速るもい号）「幌糠」停留所[16][17]

## その他
『青空に一番近い場所』のロケ地として使用された。

## 隣の駅
北海道旅客鉄道（JR北海道）
留萌本線（当駅廃止直前時点）
峠下駅 - *東幌糠駅 - 幌糠駅 - *桜庭駅 - 藤山駅
*打消線は廃駅。

### JR北海道
1. ↑  『留萌線（石狩沼田・留萌間）の廃止日繰上げの届出について』（PDF）（プレスリリース）北海道旅客鉄道、2022年12月9日。オリジナルの2022年12月9日時点におけるアーカイブ。2022年12月9日閲覧。
2. ↑  「駅別乗車人員（2016）」（PDF）『線区データ（当社単独では維持することが困難な線区）(地域交通を持続的に維持するために)』、北海道旅客鉄道株式会社、3頁、2017年12月8日。オリジナルの2018年8月17日時点におけるアーカイブ。2018年8月17日閲覧。
3. ↑  「留萌線（深川・留萌間）」（PDF）『線区データ（当社単独では維持することが困難な線区）(地域交通を持続的に維持するために)』、北海道旅客鉄道株式会社、3頁、2018年7月2日。オリジナルの2018年8月18日時点におけるアーカイブ。2018年8月18日閲覧。
4. ↑  “留萌線（深川・留萌間）” (PDF). 線区データ（当社単独では維持することが困難な線区）(地域交通を持続的に維持するために).   北海道旅客鉄道. p. 3 (2019年10月18日). 2019年10月18日時点のオリジナルよりアーカイブ。2019年10月18日閲覧。
5. ↑  “留萌線（深川・留萌間）” (PDF). 地域交通を持続的に維持するために > 輸送密度200人未満の線区（「赤色」「茶色」5線区）.   北海道旅客鉄道. p. 3 (2020年10月30日). 2020年11月2日時点のオリジナルよりアーカイブ。2020年11月4日閲覧。
6. ↑  “駅別乗車人員  特定日調査（平日）に基づく”.   北海道旅客鉄道. 2022年8月3日時点のオリジナルよりアーカイブ。2022年8月14日閲覧。
7. ↑  “駅別乗車人員  特定日調査（平日）に基づく”.   北海道旅客鉄道. 2022年9月3日時点のオリジナルよりアーカイブ。2022年9月3日閲覧。
8. ↑  “駅別乗車人員  特定日調査（平日）に基づく”.   北海道旅客鉄道. 2023年11月10日時点のオリジナルよりアーカイブ。2023年11月10日閲覧。